# Тюрин, Платон Семёнович
Платон Семёнович Тюрин (7 ноября [19 ноября] 1816, Архангельское, Вологодская губерния — 6 августа [18 августа] 1882, Вологда) — русский живописец, художник-монументалист и портретист, новатор в области настенной церковной живописи и иконописи. Выходец из крепостных крестьян, первый вологодский художник, достигший звания академика Императорской Академии художеств (с 1857).

## Ранние годы
Родился в семье крепостного крестьянина Семёна Андреевича Тюрина. Рисовал с детства, обучался живописи и рисунку в частной художественной школе Б. Е. Монакова. Первый биограф художника С. А. Непеин свидетельствует, что вместе с учителем принимал участие в росписях церквей в Грязовецком уезде Вологодской губернии (ныне территории Междуреченского района Вологодской области). В ноябре 1843 года получил вольную от помещика А. А. Холмова .

## Петербургский период творчества
С 1844 по 1850 годы числился вольноприходящим учеником Императорской Академии художеств по классу профессора А. Т. Маркова. В 1850 году был удостоен аттестата художника 14 класса исторической и портретной живописи. Оставаясь жить в Петербурге, принимает участие в выставках Академии художеств с 1850 по 1860 годы, где экспонирует портреты. В 1855 году за портрет господина Вакселя получает звание «назначенного», а в 1857 году — звание академика и чин титулярного советника за собственный автопортрет. По сведениям С. А. Непеина, П. С. Тюрин писал портрет императора Николая I по заказу Российской Публичной библиотеки. В 1856 году по рекомендации вице-президента Академии художеств графа Ф. П. Толстого исполняет поясной портрет императора Александра II во флотском адмиральском мундире (не сохранился) для штаба главного командира Кронштадтского военного порта, за который был отмечен особой благодарностью от начальника штаба Свиты его императорского величества контр-адмирала К. И. Истомина. В Петербурге П. С. Тюрин также принимает участие в росписи академической церкви святой Екатерины — центральный плафон с изображением «Всевышнего во Славе», исполненный по эскизу В. К. Шебуева (1857 год). В 1859 году принимает заказ от Института Путей сообщения на написание 6 грудных портретов главноуправляющих института и написание портрета императора для столовой залы.

## Вологодский период творчества
В 1861 Платон Тюрин возвращается на родину. Бывшая госпожа художника В. Н. Холмова в 1862 году приглашает его для росписи Никольской церкви в имении на Святой Горе Грязовецкого уезда. В 1862—1863 годах П. С. Тюрин расписывает Церковь Михаила Архангела в родном селе Архангельское, а в 1864—1865 по заказу архимандрита Спасо-Суморина монастыря в Тотьме Нафанаила (Новожилова) создает ансамбль росписей в Вознесенском храме обители . В 1870—1871 годах он также писал иконы по заказу полковницы Н. А. Шлегель для придела великомученицы Александры Верхневологодской церкви Архангела Михаила (храм в советское время был разрушен, сохранилась фотография иконостаса, сделанная С. А. Непеиным в 1905 году). В Вологде П. С. Тюрин работал над росписями и иконами Владимирской, Антипинской и Александра Невского церквей. Он также написал портреты губернатора С. Ф. Хоминского, церковных иерархов Вологодской епархии — епископов Павла (Доброхотова), Христофора (Эмаусского) и Палладия (Раева), настоятеля Спасо-Суморина монастыря Нафанаила (Новожилова) — а также многих дворян из рода Межаковых, Брянчаниновых, Зубовых, Резановых, московских дворян Высоцких, и других именитых граждан.
В 1865 П. С. Тюрин женится на крестьянке Агнии Карабановой. В 1876—1877 годах участвует в росписях храма Христа Спасителя в Москве. Им были исполнены 34 образа Северных святых и великомучеников для лестничной клетки, ведущей на хоры, а также написаны иконы этих святых (не сохранились). Кисти художника принадлежат также портрет Александра III, портрет архитектора В. И. Собольщикова, портрет Д. А. Брянчанинова (будущего святителя Игнатия Брянчанинова), образ Николая Чудотворца (не сохранился), икона «Пречистая Богородица — Помощница рождающим чад».
Умер Платон Тюрин в Вологде. На Горбачёвском кладбище, где был похоронен художник, до сих пор сохранилась его могила.

## Творческое наследие
В разных музеях России и Украины сохранились портреты П. С. Тюрина, среди которых:
- в Вологодском государственном историко-архитектурном и художественном музее-заповеднике (ВГИАХМЗ) — семейный портрет помещиков А. П. и Ю. Ф. Межаковых 1844 г., групповой детский портрет Межаковых (1843 год), портреты Зубовых, портрет архимандрита Нафанаила (Новожилова), икона Богородица «Помощница рождающим чад» из церкви Казанской Божьей матери на Торгу. Также в Вологодском музее-заповеднике сохранились эскизы художника к монументальным росписям 1862–1864 годов.
- в Череповецком музейном объединении (ЧерМО) — портрет девочки из усадьбы Галльских (1844 год)
- в Кинешемском художественно-историческом музее — портрет архитектора В. И. Собольщикова;
- в Тверской областной картинной галерее — Портрет Д. А. Брянчанинова (1867 год), копия акварельного портрета Теребенева;
- в Орловском музее изобразительных искусств — портрет Н. И. Вощинина (1860 год);
- в Полтавском художественном музее — портрет Неизвестной (1844 год);
- в Государственном Русском музее — групповой портрет дочерей художника И. К. Зайцева — Евгении и Екатерины (1847 год), портрет Н. А. Годейн (1844 год);
- в Государственном историческом музее — Портрет Ф. Д. Алопеуса (1844 год).

## Галерея

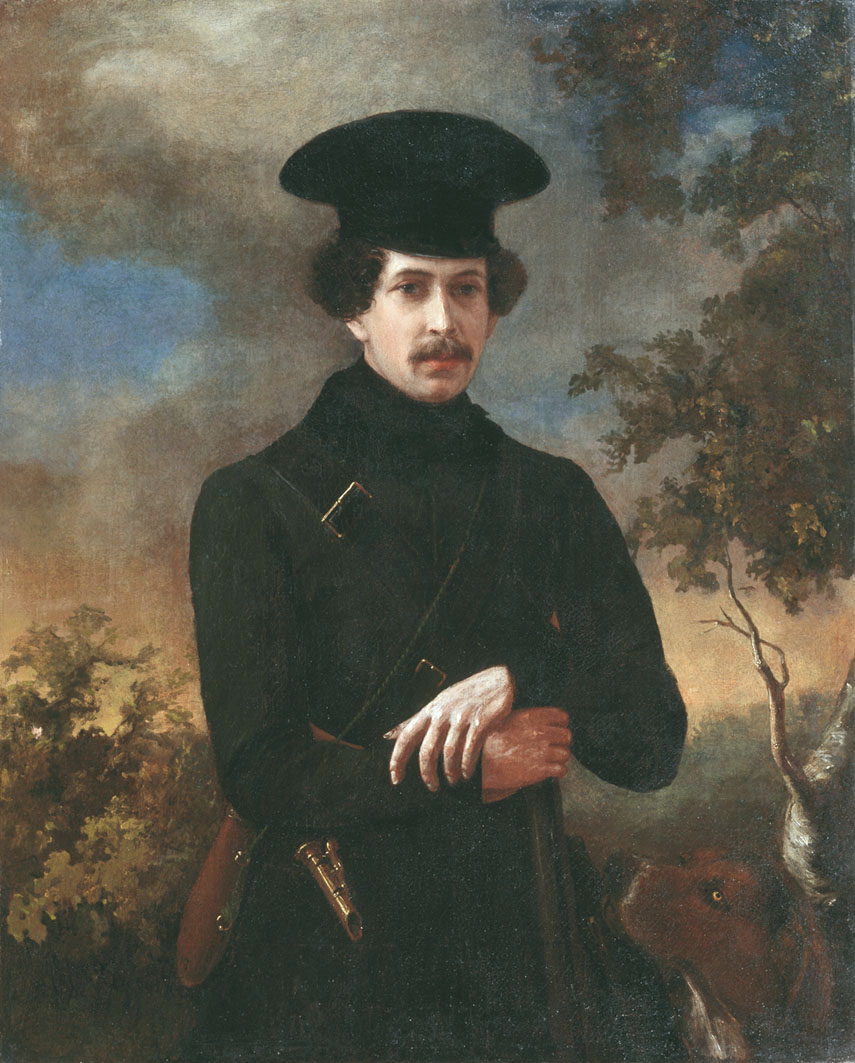
Портрет С. А. Зубова
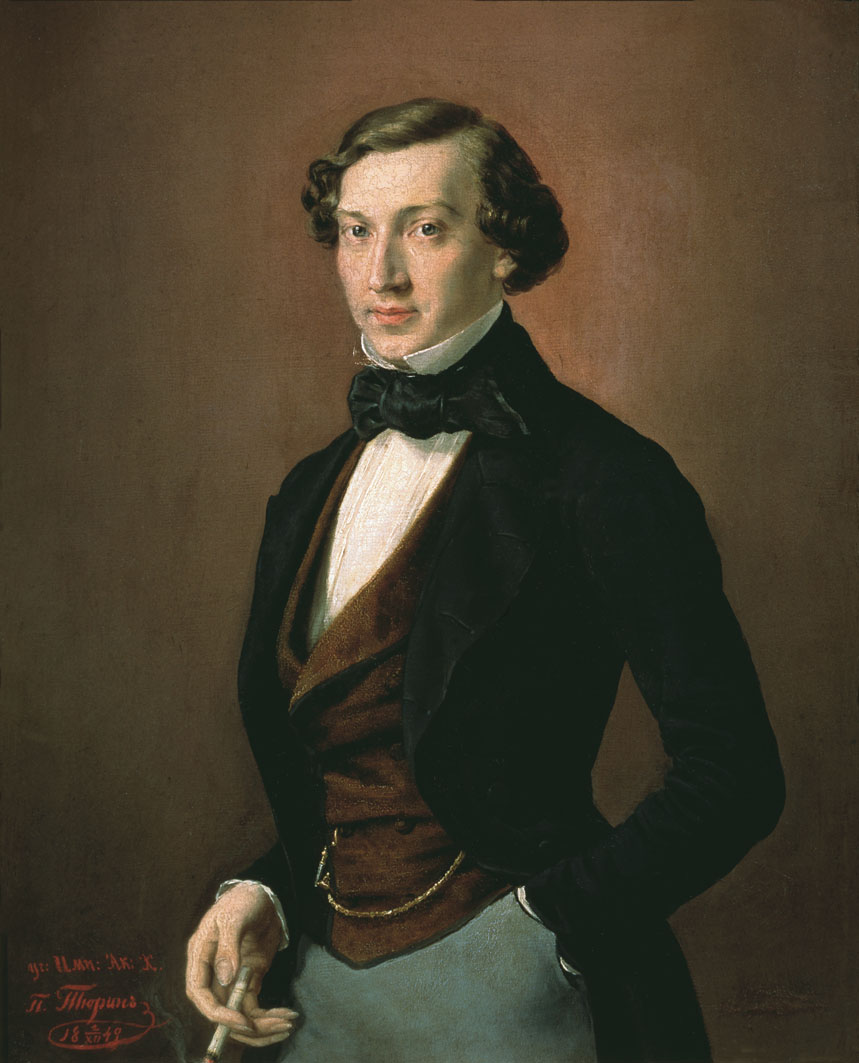
Мужской портрет (1849)
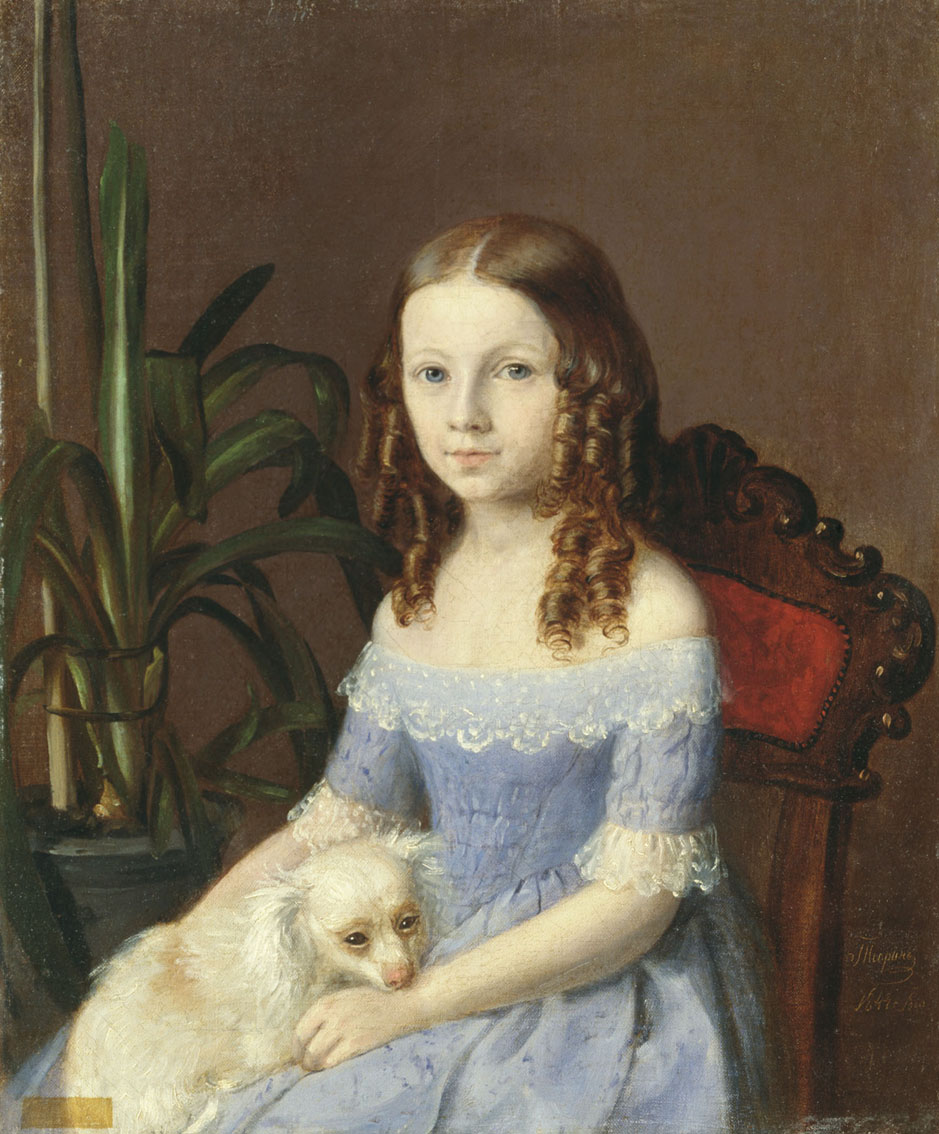
Портрет девочки в голубом платье (1844)
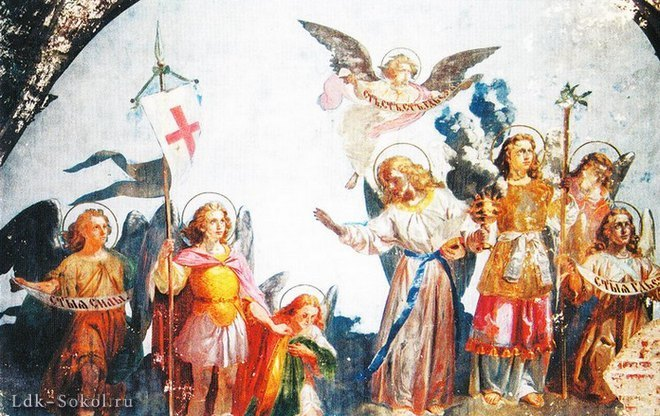
Фрески